# Dicranopygium schultesii
Dicranopygium schultesii är en enhjärtbladig växtart som beskrevs av Gunnar Wilhelm Harling. Dicranopygium schultesii ingår i släktet Dicranopygium och familjen Cyclanthaceae. Inga underarter finns listade.